# Lourenço de Portugal
Lourenço ou Laurêncio (em latim: Laurentius) foi um frade franciscano enviado pelo papa Inocêncio IV (r. 1243–1254) aos mongóis em 1245. Uma carta sobreviveu no Registro de Inocêncio IV, datando a partida de Lourenço de Lião em 5 de março. A carta, publicada no Monumenta Germaniae Historica e geralmente referida como Dei patris immensa, sugere que sua missão era principalmente religiosa em caráter. Lourenço deveria ter abordado os mongóis do Levante. Nada se sabe sobre seu destino, e permanece a possibilidade de que ele nunca tenha partido.